# Hydractinia ingolfi
Hydractinia ingolfi är en nässeldjursart som beskrevs av Paul Torben Lassenius Kramp 1932. Hydractinia ingolfi ingår i släktet Hydractinia och familjen Hydractiniidae. Inga underarter finns listade i Catalogue of Life.